# 宏茂桥公共图书馆
宏茂桥公共图书馆（英語：Ang Mo Kio Public Library），前称国家图书馆宏茂桥分馆（英語：Ang Mo Kio Branch Library）、宏茂桥社区图书馆（英語：Ang Mo Kio Community Library），是新加坡国家图书馆管理局旗下的公共图书馆之一，于1985年8月17日开馆。该馆拥有丰富的淡米尔文藏书资源。
图书馆位于宏茂桥大道6号，步行即可到达宏茂桥地铁站与杨厝港地铁站，主要为周边宏茂桥集选区的居民提供借阅、参考与视听服务。该馆共两层，是宏茂桥的一个重要地标。

## 历史
图书馆于1985年8月17日以国家图书馆宏茂桥分馆为名开馆，并于8月19日正式对公众开放。1995年9月1日，新加坡国家图书馆管理局成立，并成为新加坡政府法定机构，国家图书馆宏茂桥分馆更名为宏茂桥社区图书馆。2002年3月，图书馆因翻修而暂时关闭，后于2003年1月5日由时任国家发展部部长维文重新开放。自2008财政年度起，新加坡国家图书馆管理局的报告中将所有社区图书馆（英語：Community Library）改称为公共图书馆（英語：Public Library），但这仅是名称相异，并无本质区别。

## 布局
图书馆建筑面积4277平方米，是一座两层独立建筑。一楼提供儿童书籍、成人虚构文学、杂志，设有咖啡厅、工作人员工作室和多功能演讲厅，并有一个紧挨流通柜台的螺旋楼梯通向二楼。二楼提供青年人书籍、成人非虚构文学、淡米尔文学藏书、中文与马来文藏书，以及报纸，并设有视听室、工作人员工作间、图书管理员办公室和图书馆书库。此外，在大楼的后面有一个封闭的员工停车场。

## 改造升级
2002年3月，宏茂桥公共图书馆为了提高服务水平，关闭九个月并花费350万新加坡元进行翻修。2003年1月图书馆重新向公众开放，并提供了两项新服务，分别是印族图书馆服务和心理服务。印族图书馆服务提供印刷和非印刷书籍，涵盖印度历史、艺术、文化、文明和哲学等主题。这些书刊大多是用淡米尔语写成的，宏茂桥公共图书馆也凭借着这些书籍，成为国家图书馆分支机构中最大的淡米尔语藏书馆。心理服务旨在培养和激发各层次的心志和思维能力。除此之外，图书馆还提供游戏与文化节目。玩具公司美泰儿捐赠了两套拼字游戏供图书馆用户使用。图书馆为了推广国际象棋、拼字游戏和围棋游戏还举办了讲习班。